# Szablak krwisty
Szablak krwisty (Sympetrum sanguineum) – gatunek ważki z rodziny ważkowatych (Libellulidae). Występuje powszechnie w niemal całej Europie (z wyjątkiem części wysuniętej najbardziej na północ) oraz w syberyjskiej części Azji. Bardzo rzadko spotykany w północno-zachodniej Afryce (w krajach Maghrebu). W Polsce jest gatunkiem pospolitym występującym na terenie całego kraju. Zasiedla wody stojące i wolno płynące. Preferuje małe zbiorniki. Może się rozmnażać nawet w zbiornikach okresowych. Unika jedynie wód szybko płynących i kwaśnych. W Polsce imagines latają od czerwca do października.
Ubarwienie krwistoczerwone (dojrzałe samce) lub żółtobrązowe (samice oraz młode samce). Długość ciała 37 mm, rozpiętość skrzydeł 60 mm.